# De Pue
De Pue é uma vila localizada no estado americano de Illinois, no Condado de Bureau.

## Demografia
Segundo o censo americano de 2000, a sua população era de 1842 habitantes.
Em 2006, foi estimada uma população de 1781, um decréscimo de 61 (-3.3%).

## Geografia
De acordo com o United States Census Bureau tem uma área de
7,7 km², dos quais 7,0 km² cobertos por terra e 0,7 km² cobertos por água.

## Localidades na vizinhança
O diagrama seguinte representa as localidades num raio de 12 km ao redor de De Pue.